# 市川家光
市川 家光（いちかわ いえみつ）は、戦国時代から安土桃山時代にかけての武将。武田氏、徳川氏の家臣。諱は「昌忠」とする所伝もあるが誤り。

## 略歴
家光は武田信玄の側近で、弘治2年（1556年）頃から文書上の活動が見られる。永禄9年（1566年）12月2日付文書では富士浅間神社山中神主宛の龍朱印状奉者を務めている。翌永禄10年9月6日まで所見が確認される（「武文書」）。その後の動向は不明であったが、永禄10年5月から龍朱印状奉者を務めている「備後守」は花押型の一致から家光と同一人物である可能性が考えられている。天正5年（1577年）からは法名「以清斎元松」の名で見られる。
天正3年（1575年）5月21日の長篠の戦いで子の昌房、内膳正が共に戦死し、内膳正の子である満友が幼少であったため、家光は駒井肥前守勝英の子昌倚を養子に迎える。後に満友が元服すると家督は昌倚から満友に譲られ、昌倚は別家を興した。
武田氏の滅亡後は甲斐を領有した徳川家康に仕え、桜井信忠（安芸守）・工藤喜盛（玄随斎）・石原昌明（四郎右衛門尉）と共に徳川四奉行の一人として支配にあたる。家光の没年は不詳であるが、家康の関東転封中に石原昌明と共に死去し、徳川氏が甲斐を再領有した際に復活した四奉行では代わって跡部昌忠（九郎右衛門尉）・小田切茂富（大隅守）が登用されている。